# Pauline Mahieu
Pauline Claude Aline Mahieu (Villeneuve-d'Ascq, 13 de marzo de 1999) es una deportista francesa que compite en natación. Ganó una medalla de plata en el Campeonato Europeo de Natación de 2022 y una medalla de bronce en el Campeonato Europeo de Natación en Piscina Corta de 2023.

## Palmarés internacional
| Campeonato Europeo                  | Campeonato Europeo | Campeonato Europeo | Campeonato Europeo |
| Año                                 | Lugar              | Medalla            | Prueba             |
| ----------------------------------- | ------------------ | ------------------ | ------------------ |
| 2022                                | Roma (Italia)      | Medalla de plata   | 4 × 100 m estilos  |
| Campeonato Europeo en Piscina Corta |                    |                    |                    |
| Año                                 | Lugar              | Medalla            | Prueba             |
| 2023                                | Otopeni (Rumania)  | Medalla de bronce  | 200 m espalda      |